# Oswaldo Ocira
Oswaldo Ocira är en ugandisk taekwondoutövare. 

## Karriär
I juli 2022 tog Ocira brons i 54 kg-klassen vid afrikanska mästerskapen i Kigali.